# Lima (district)
Pour les articles homonymes, voir Lima (homonymie).

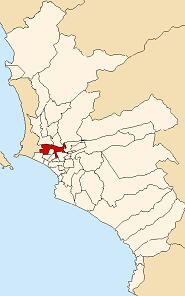
District de Lima sur une carte de la province de Lima.

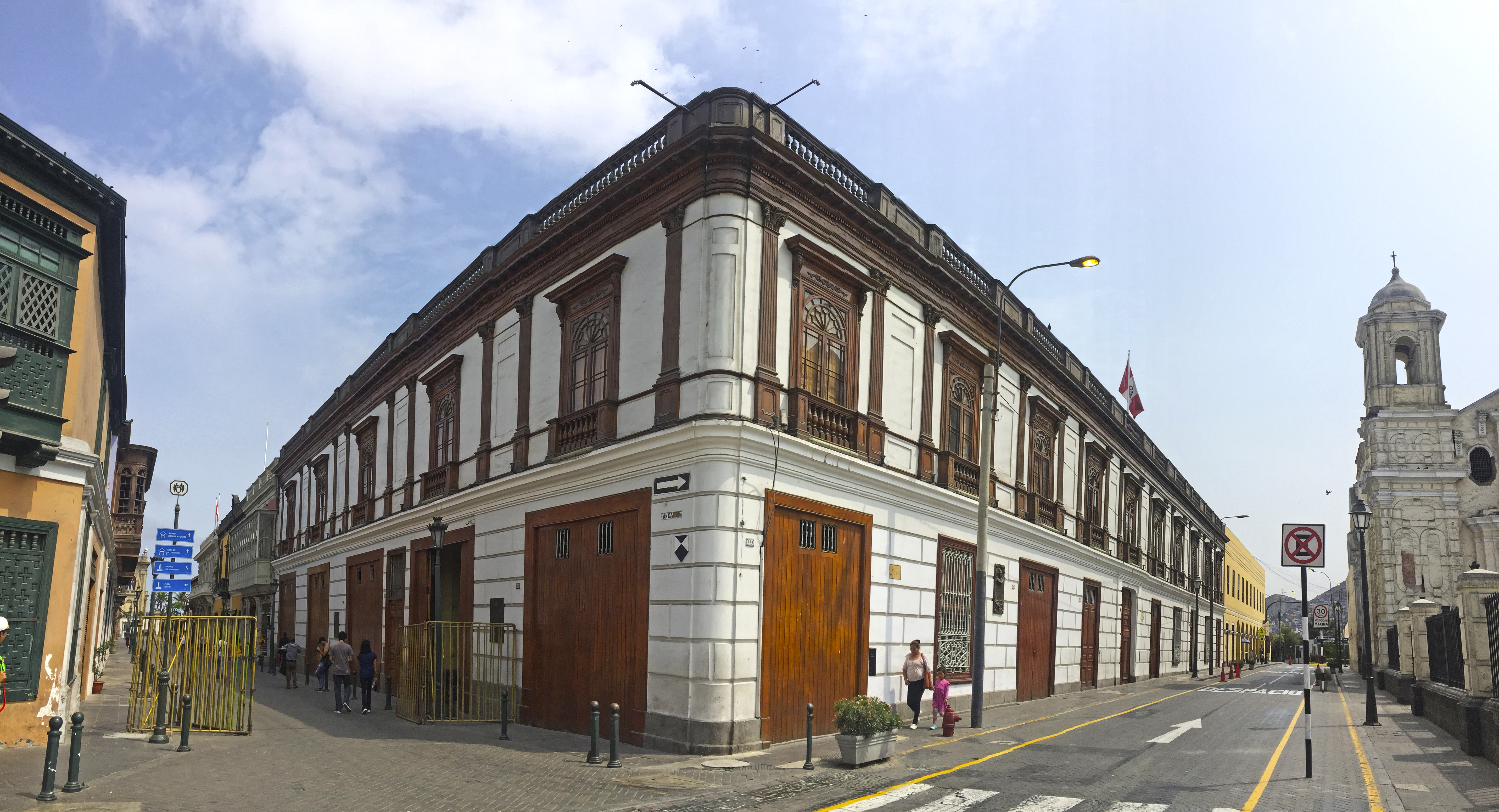
La maison des 13 portes dans le district de Lima. Mars 2020.

Le district de Lima (espagnol : Distrito de Lima) est le district capitale de la province de Lima et le siège de la Municipalité Metropolitaine de Lima au Pérou.
Le maire est Jorge Muñoz Wells (2019-2022).